# يورغن فيرنر
يورغن فيرنر (بالألمانية: Jürgen Werner)‏ (15 أغسطس 1935 بهامبورغ في ألمانيا - 28 مايو 2002 بهامبورغ في ألمانيا) هو لاعب كرة قدم ألماني في مركز الدفاع، شارك في كأس العالم 1962. وشارك مع منتخب ألمانيا لكرة القدم تحت 18 سنة ومنتخب ألمانيا تحت 23 سنة لكرة القدم ‏ ومنتخب ألمانيا لكرة القدم. أما مع النوادي، فقد لعب مع نادي هامبورغ.

## مسيرته الكروية
لعب يورغن فيرنر خلال مسيرته الاحترافية مع نادِ واحدٍ في تسعة مواسم وسجل خلالها 9 أهداف ضمن 63 مباراة. حيث فاز في موسم واحد بالكأس وفي موسم واحد بالدوري.
خاض يورغن فيرنر مسيرته مع نادي هامبورغ في موسم 1954–55 ليلعب معه تسعة مواسم، مشاركًا في 63 مباراة سجل خلالها 9 أهداف.

## وصلات خارجية
- يورغن فيرنر على موقع الاتحاد الدولي (مؤرشف)  (الإنجليزية)
- يورغن فيرنر على موقع قاعدة بيانات كرة القدم.إي يو (الإنجليزية)
- يورغن فيرنر على موقع بيانات كرة القدم. دي إي (الألمانية)
- يورغن فيرنر على موقع ناشيونال فوتبول تيمز (الإنجليزية)
- يورغن فيرنر على موقع عالم كرة القدم.نت (الإنجليزية)